# 里古墳
里古墳（さとこふん）は、兵庫県加古川市平荘町里にある古墳。形状は前方後円墳。史跡指定はされていない。出土画文帯神獣鏡は加古川市指定有形文化財に指定されている。
本項目では、里古墳の南にある西山大塚古墳についても解説する。

## 概要

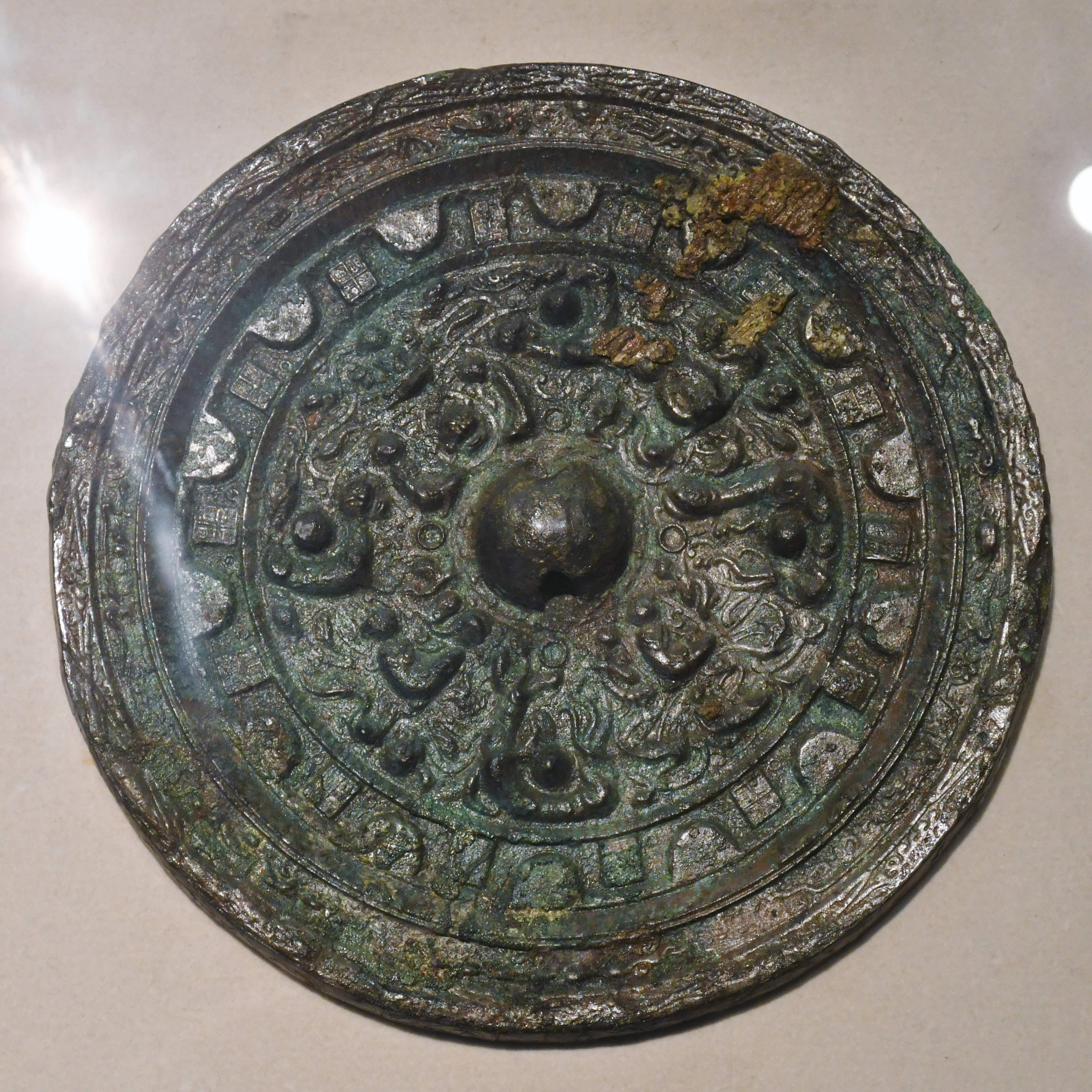
画文帯神獣鏡
（加古川市指定文化財）加古川総合文化センター博物館展示。

兵庫県南部の加古川下流域西岸、平荘湖北側の飯盛山から東に延びる丘陵突端部裾に築造された古墳である。後世に畑地として開墾され、墳丘上段は失われているほか、1997年度（平成9年度）に発掘調査が実施されている。
墳形は前方後円形で、前方部を西方向に向ける。墳丘は2段築成で、墳丘長は約45メートルを測る。墳丘表面では竜山石による葺石や円筒埴輪列が認められる。また墳丘周囲には盾形の周濠が巡らされ、前方部北西隅では陸橋が検出されている。埋葬施設は後円部墳頂における竪穴式石槨である。調査では石槨の一部が検出されるとともに、画文帯神獣鏡1面が出土している。この画文帯神獣鏡は、同型鏡が勝福寺古墳（川西市）を始めとして26面が知られる点で注目される。
築造時期は古墳時代中期の5世紀末頃と推定される。一帯では最後の前方後円墳として位置づけられ、加古川下流域で最大の群集墳である平荘湖古墳群との関連性が示唆される。出土した画文帯神獣鏡は、倭の五王の時代におけるヤマト王権から各地の首長層への鏡の配布を示唆しており、当時の加古川下流域における古墳時代社会を考察するうえで重要視される古墳になる。
画文帯神獣鏡は2020年（令和2年）に加古川市指定有形文化財に指定されている。

## 西山大塚古墳

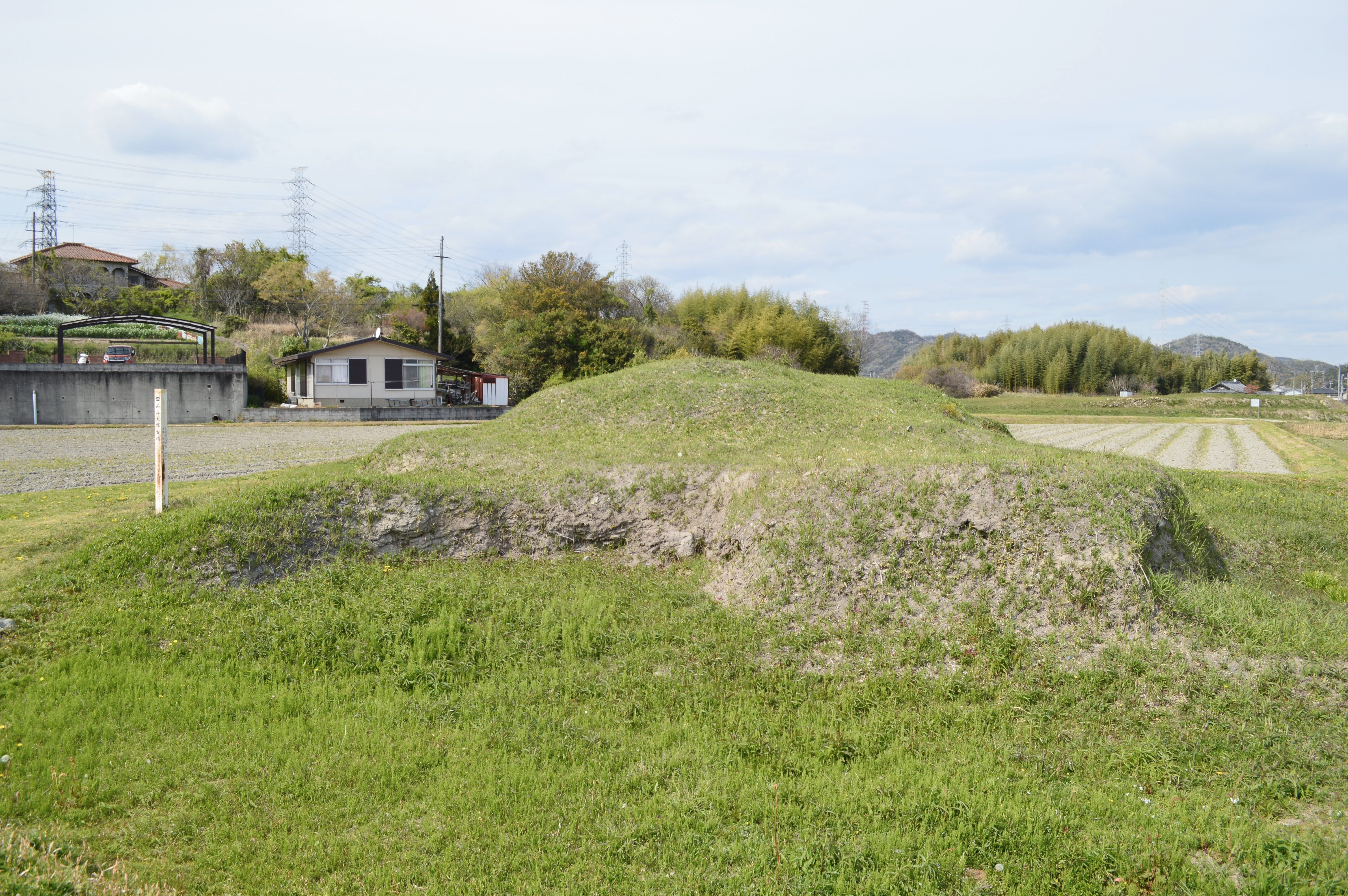
西山大塚古墳

西山大塚古墳（にしやまおおつかこふん）は、兵庫県加古川市平荘町西山にある古墳。形状は円墳。史跡指定はされていない。
墳形は円形で、直径約23メートルを測るが、帆立貝形の可能性も指摘される。墳丘からは円筒埴輪・形象埴輪（盾形埴輪）・須恵器（坏蓋・坏身）の出土が伝わる。
築造時期は、古墳時代中期-後期の5世紀末-6世紀初頭頃と推定される。

## 文化財

### 加古川市指定文化財
- 有形文化財
  - 里古墳出土の画文帯神獣鏡（考古資料） - 加古川総合文化センター博物館保管。2020年（令和2年）3月12日指定[2]。

## 関連施設
- 加古川総合文化センター博物館（加古川市平岡町新在家） - 里古墳出土の画文帯神獣鏡を保管・展示。